# Meco (kommun)
Meco är en kommun i Spanien. Den ligger i den autonoma regionen Madrid, i den centrala delen av landet, 40 km öster om huvudstaden Madrid. Antalet invånare är 15 732 (2024). Arean är 35,11 kvadratkilometer. 
Meco gränsar till Alcalá de Henares, Camarma de Esteruelas, Valdeavero, Villanueva de la Torre, Azuqueca de Henares och Los Santos de la Humosa. 